# 山本菊子
山本 菊子（やまもと きくこ、1884年 - 1923年4月）とは、日本生まれで満州で活動した馬賊。

## 生涯・人物
熊本県天草の生まれ。7歳で朝鮮京城の料理屋に売られ、各地を転々とした末、ロシアのブラゴヴェシチェンスクの酒場に落ち着く。処刑寸前の馬賊を救って馬賊に加わると、きっぷの良さと義侠心が認められその頭目となる。通称は満州お菊。部下は100騎以上いた。菊子の発行する通行手形は信用が高かったという。1923年、大陸で死亡。39歳だった。

## ポップ・カルチャーでの山本菊子
- 漫画『満州お菊』（松森正、1974年）[疑問点 – ノート]